# 金井烏洲
金井 烏洲（かない うじゅう、寛政8年（1796年） - 安政4年1月14日（1857年2月8日））は、江戸時代後期の画家、詩文家、勤皇家。通称は左仲太、のちに父の名を継いで彦兵衛、字を子修また林学、諱は時敏のちに泰。号は烏洲（烏州とも）、朽木翁、呑山人、白沙頓翁、白沙村翁、雨笠、晩泰翁、栃木翁、小禅道人、獅子孔道人など。従五位。金井之恭は息子。

## 経歴
上野国佐位郡島村（現在の群馬県伊勢崎市境島村）に生まれる。金井氏は岩松時兼の三男・金井長義を祖とし、数世の後に新田郷から島村に移住した。累代の豪農で萬古と号して俳諧を能くした彦兵衛の二男として生まれる。
毎年のように萬古を訪ねた春木南湖に画の手解きを受け、江戸に出てからは谷文晁に師事した。烏洲の号は、故郷の島村が利根川へと流れ込む烏川の洲にあったことにちなむ。江戸南画壇の一人として名を成し、障壁画の製作にも携る。学問や詩を好み、詩文結社の小不朽吟社に参加している。岩松氏は新田氏の支族なため早くから尊王の志を抱き、高山彦九郎に私淑する。後年、頼山陽らと交流してますます勤皇の志を固め、書画を口実にして志士たちを匿ったという。頼山陽の他、菅井梅関、篠崎小竹との交流も知られる。寛永6年（1853年）に避暑に訪れた日光にて『無声詩話』を著す。晩年は故郷にアトリエ呑山楼を構え、中風を患うも書画の製作に打ち込んだ。この晩年の作を風後の作という。四男に書家で、元老院議官・貴族院議員としても活躍した金井之恭がいる。弟子に田崎草雲など。
1918年（大正7年）、従五位を追贈された。

## 作品
| 作品名                     | 技法     | 形状・員数        | 寸法（縦x横cm）          | 所有者                     | 年代                     | 落款・印章                                                                                     | 備考                                     |
| -------------------------- | -------- | ----------------- | ------------------------ | -------------------------- | ------------------------ | ---------------------------------------------------------------------------------------------- | ---------------------------------------- |
| 勝山神社拝殿格天井画       |          | 45枚              |                          | 勝山神社（伊勢崎市）       | 1820-21年（文政3-4年）頃 |                                                                                                | 春秋の例祭の時のみ一般公開               |
| 前河原邨雅集図             |          |                   |                          | 伊勢崎市境図書館           | 1826年（文政6年）        |                                                                                                |                                          |
| 赤壁夜遊図                 |          |                   |                          |                            |                          |                                                                                                | 伊勢崎市指定重要文化財                   |
| 境街糸市繁昌之図           |          |                   |                          | 伊勢崎市赤堀歴史民俗資料館 |                          |                                                                                                | 伊勢崎市指定重要文化財                   |
| 月ケ瀬探梅図               |          |                   |                          | 東京国立博物館             | 1833年（天保4年）        |                                                                                                | 題：頼山陽                               |
| 諸友盍簪図                 |          |                   |                          | 伊勢崎市赤堀歴史民俗資料館 | 1835年（天保6年3月）     |                                                                                                |                                          |
| 秋月書屋図                 | 絹本著色 | 1幅               | 131.0x44.2               | 群馬県立近代美術館         | 1850年（嘉永3年）        | 款記「庚戌菊秋寫 烏洲老泰」/「泰印」白文方印・「毛野布衣」朱文方印・遊印「一紅秋月」白文長方印 | 群馬県指定重要文化財                     |
| 宮戸八幡大神社格天井花鳥画 |          | 4面               |                          | 宮戸八幡大神社             |                          |                                                                                                | 本庄市指定文化財                         |
| 大林寺格天井               |          | 彩色44面、墨色1面 | 彩色：70x70、墨色140x140 | 大林寺                     |                          |                                                                                                | 深谷市指定文化財。一部が烏洲肉筆とされる |
| 能護寺本堂格天井画         |          |                   |                          | 能護寺（熊谷市）           |                          |                                                                                                |                                          |

- 「高山彦九郎喪中歌草稿」 三の丸尚蔵館蔵[7]
- 『無声詩話』

## 生家
群馬県伊勢崎市境島村には「金井烏洲生家」があり、その敷地内にはアトリエの「呑山楼」も残されている。